# Jüdischer Friedhof (Čelina)
Koordinaten: 49° 43′ 43,8″ N, 14° 19′ 10,1″ O

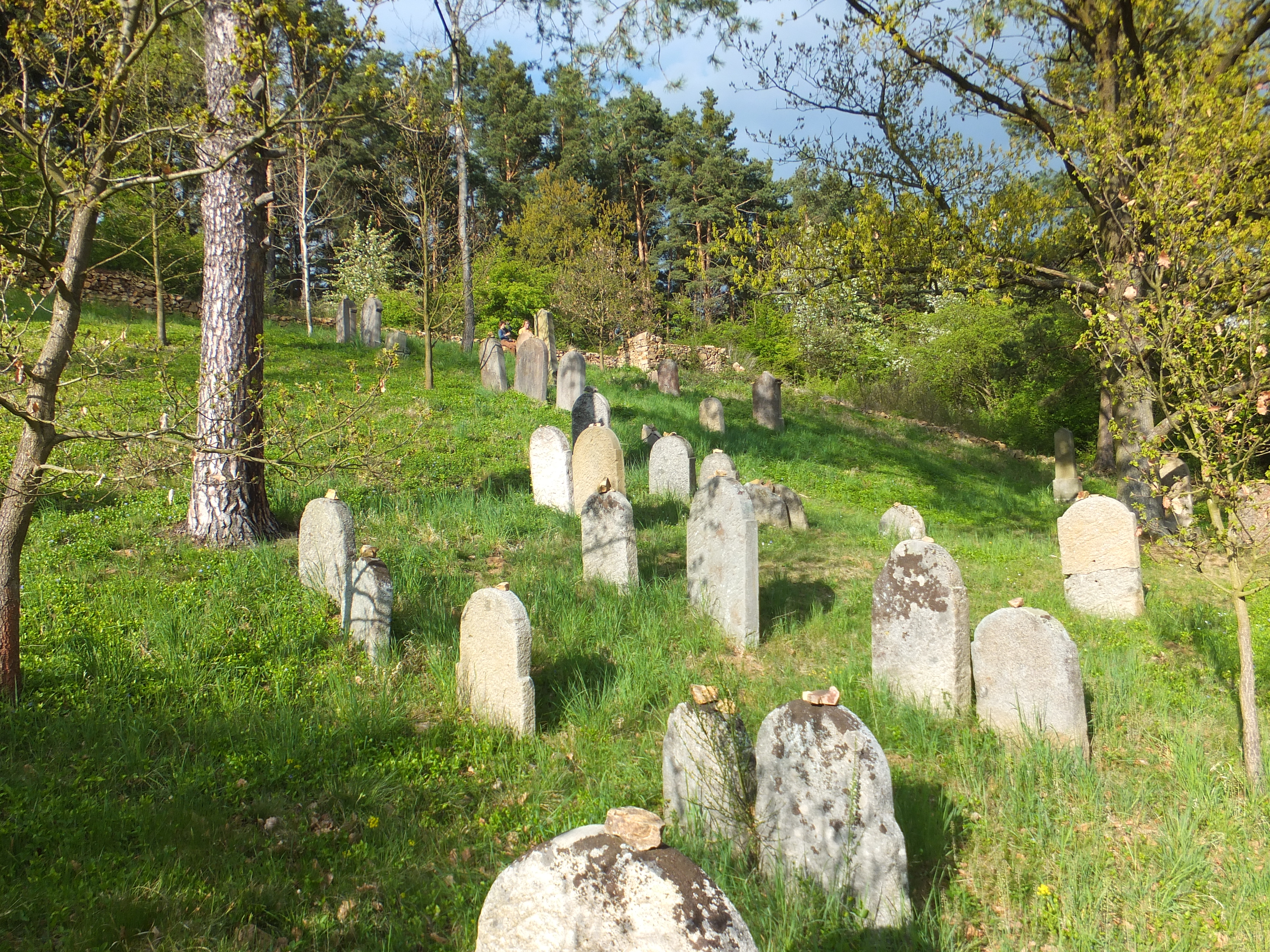
Jüdischer Friedhof in Čelina

Der Jüdische Friedhof in Čelina, einem Ortsteil der Gemeinde Borotice im tschechischen Okres Příbram der Region Středočeský kraj (deutsch Mittelböhmische Region), wurde vermutlich im 18. Jahrhundert angelegt. Der jüdische Friedhof ist seit 1988 ein geschütztes Kulturdenkmal.
Auf dem Friedhof befinden sich nur wenige Grabsteine.